# Daily Mail

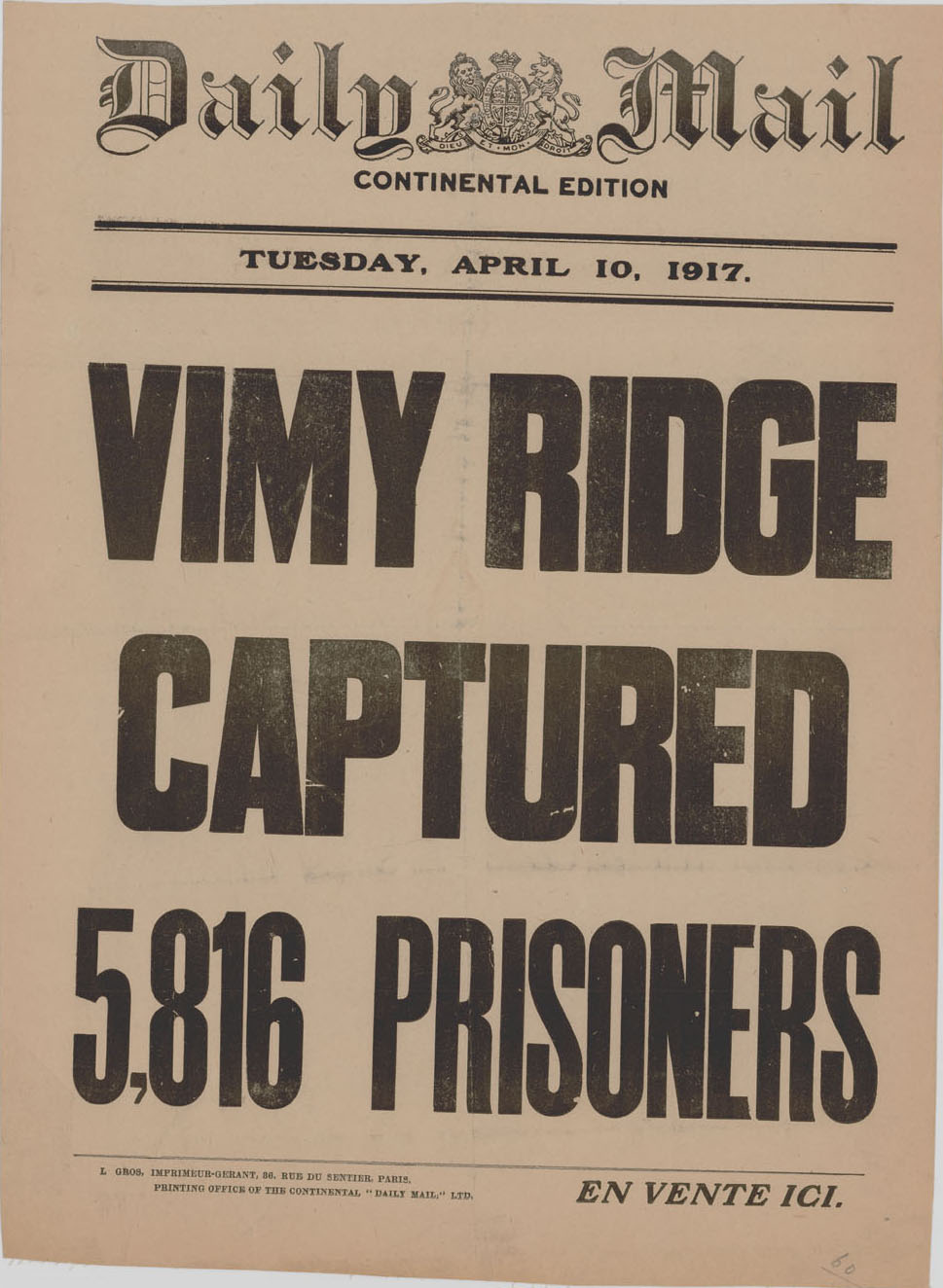
Imagem ilustrativa

O Daily Mail é um jornal britânico, um tabloide, publicado inicialmente em 1896. É o jornal britânico mais popular depois do The Sun. O seu jornal co-irmão, o The Mail on Sunday foi lançado em 1982, e uma versão irlandesa do jornal foi lançada em 6 de fevereiro de 2006. A inclinação editorial dos jornais é o conservadorismo social e político, e as suas publicações cobrem democraticamente todo o tipo de opiniões sobre qualquer tópico. O Daily Mail foi o primeiro jornal diário britânico direcionado para o que hoje é considerada a classe média e o primeiro a vender um milhão de cópias por dia.
Originalmente editado no formato de jornal standard (Tamanho A2), mudou para o formato de tabloide (Tamanho A3), no qual é publicado até hoje, em 3 de maio de 1971, na data do seu 75º aniversário de fundação (nesta data também absorveu o Daily Sketch, que havia sido publicado no formato de tabloide pela mesma companhia).
Seu principal concorrente, o Daily Express, tem uma posição política similar, e o mesmo público alvo, mas vende menos da metade de cópias. O jornal tem uma circulação diária de mais de dois milhões de cópias, é a segunda maior circulação de qualquer jornal diário publicado na língua inglesa, e a 12ª maior de qualquer jornal no mundo.
O Daily Mail ocupa uma posição intermediária entre um tabloide e um jornal, cobrindo também as atividades das celebridades, assim como os tabloides, mas posicionando-se mais como uma publicação da classe média.
Em 2017, o Daily Mail foi banido da Wikipédia em inglês por ser considerado uma fonte "pouco confiável".